# Nationaal Museum van Romeinse Kunst

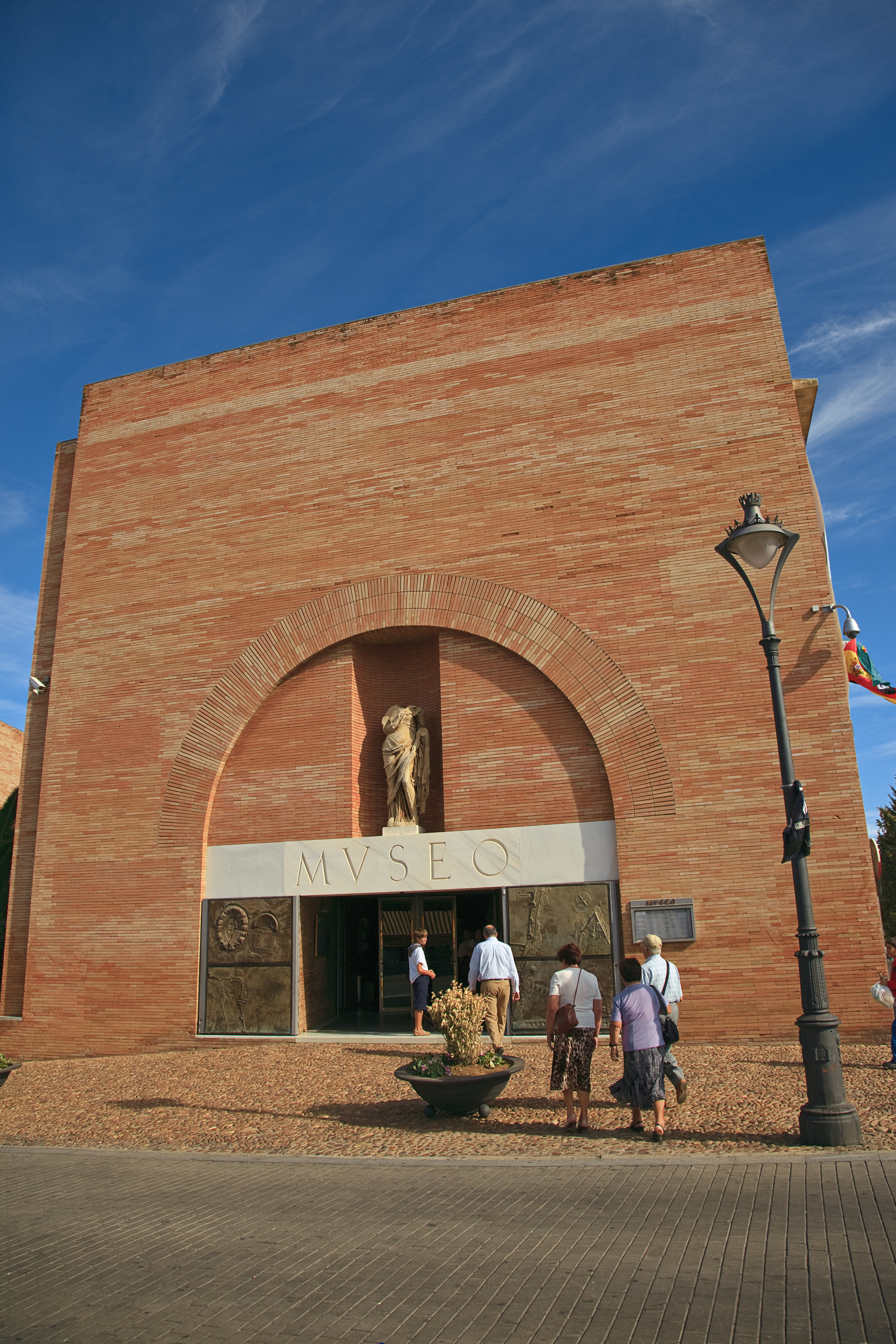
Voorgevel van het museum

Het Nationaal Museum van Romeinse Kunst (Spaans: Museo Nacional de Arte Romano, MNAR) is een museum in de stad Mérida in het zuiden van Spanje. Het gebouw werd opgetrokken naar plannen van architect Rafael Moneo tussen 1980 en 1986. 
In het museum worden Romeinse kunst en objecten tentoongesteld, voornamelijk vondsten uit Emerita Augusta, de Romeinse voorloper van Mérida, dat sinds 1993 de status van UNESCO-Werelderfgoed heeft.